# José Vidal (fotógrafo)
José Vidal Gabarró (Barcelona, c. 1869-Madrid, 1935) fue un fotógrafo español de la primera mitad del siglo xx.

## Biografía
Nacido en Barcelona hacia 1869, colaboró en publicaciones periódicas como La Tribuna de Madrid o El Debate. Fue además corresponsal de La Vanguardia y proporcionó su material fotográfico a la mayoría de los periódicos editados en Madrid durante el primer tercio del siglo XX, en especial a los semanarios Crónica y Estampa.
Fue miembro de la Unión de Informadores Gráficos de Prensa y fundador de la Agencia Vidal. Fallecido en Madrid el 20 de diciembre de 1935, sería enterrado en el cementerio de la Almudena. Fue padre de Carmen Vidal Gallet, también fotoperiodista.